# سهراب

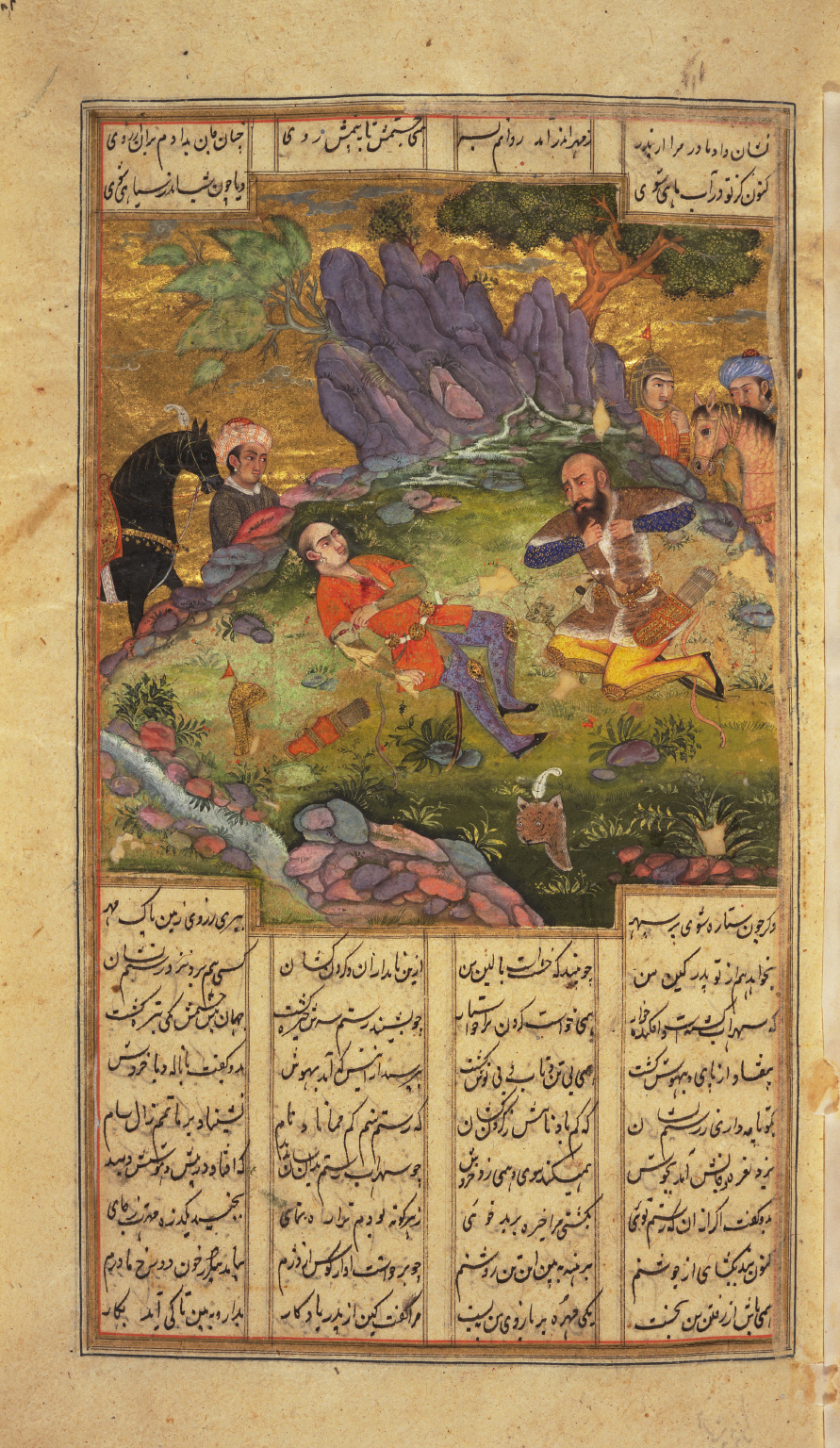
زاری کردن رستم بر پیکر سهراب

سهراب پهلوان افسانه‌ای در شاهنامه است که پدرش رستم و مادرش تهمینه دختر شاه سمنگان است. سهراب با سپاه تورانیان به نبرد ایران آمد و در جنگی تن‌به‌تن با رستم کشته شد، درحالی‌که همدیگر را نمی‌شناختند.
تراژدی رستم و سهراب، به تعبیر محمدعلی اسلامی ندوشن، تراژدی بی‌خبری است.

## ریشه و مفهوم نام
نام سهراب همان کلمهٔ سرخاب است که از sohr به معنای «سرخ» + ab «آب» تشکیل شده و به معنای دارندهٔ آب و رنگ [خون] سرخ است، همچون یاقوت و شراب.

## متولد شدن سهراب
وی در سمنگان که بخشی از توران محسوب می‌شد، به دنیا آمد. رستم پیش از به دنیا آمدن سهراب سمنگان را ترک کرد و مهره‌ای به تهمینه به عنوان نشان داد و گفت: «اگر فرزند ما دختر بود، این مهره را به گیسویش و اگر پسر بود به بازویش ببند».
| به بازوی رستم یکی مهره بود    |  | که آن مهره اندر جهان شهره بود |
| بدو داد و گفتش که این را بدار |  | اگر دختر آرد تو را روزگار     |
| بگیر و به گیسوی او بر بدوز    |  | به نیک‌اختر و فال گیتی فروز    |
| ور ایدونک آید ز اختر پسر      |  | ببندش به بازو نشان پدر        |
| به بالای سام نریمان بود       |  | به مردی و خوی کریمان بود      |

## سهراب در جوانی و نبرد با رستم
زمانی که سهراب ده ساله شد، به پیش تهمینه آمده و نام پدرش را از مادر می‌پرسد و تهمینه این‌گونه جواب می‌دهد:
| بدو گفت مادر که بشنوسخن    |  | بدین شادمان باش و تندی مکن   |
| تو پور گو پیلتن رستمی      |  | ز دستان و سامی و از نیرمی    |
| ازیرا سرت ز آسمان برتر است |  | که تخم تو زان نامور گوهر است |
| جهان آفرین تا جهان آفرید   |  | سواری چو رستم نیامد پدید     |
| چو سام نریمان به گیتی نبود |  | سرش را نیارست گردون به سود   |

سهراب پس از آگاهی از اصالت خویش، دریافتن پدرش رستم تصمیم می‌گیرد که ابتدا ایران و سپس توران را فتح کرده و پدر خود را بر تخت شاهی هر دو کشور بنشاند. افراسیاب پادشاه توران پس از اطلاع از نیّت سهراب، او را با سپاهی راهی مرزهای ایران کرد. کیکاووس پادشاه ایران پس از با خبر شدن از این لشکرکشی، رستم را برای مقابله با آن به جبههٔ نبرد اعزام می‌کند.
در ادامهٔ ماجرا، هومان و بارمان که بدستور افراسیاب در معیت سهراب بودند دسیسه نمودند تا این پدر و پسر همدیگر را نشناسند بلکه یکی از آن دو توسط دیگری نابود گردد. سهراب در مبارزهٔ تن به تن با رستم مهر او در دلش نشست و از او خواست دقیق‌تر خود را معرفی کند و بگوید که رستم است یا نه. اما رستم هر بار انکار می‌کند و از شناساندن خود طفره می‌رود.
در پیکار اول سهراب بر رستم چیره می‌شود ولی رستم با مکر و حیله سهراب را می‌فریبد و می‌گوید: ای جوان مگر تو نمی‌دانی که قانون جنگ این است که تو پس از دو بار پیروزی بر من، می‌توانی مرا بکشی، آنگاه رستم پس از نیایش به درگاه یزدان از او می‌خواهد تا در غلبه بر پهلوان جوان او را یاری نماید. در پیکار دوم سهراب از رستم شکست می‌خورد و رستم برخلاف قولش امان نمی‌دهد دشنه را کشیده پهلوی سهراب را می‌شکافد.
سهراب در حال احتضار می‌گوید: پدر من از تو انتقام خواهد گرفت، رستم می‌گوید مگر پدر تو کیست؟ می‌گوید رستم است و رستم می‌گوید اگر راست می‌گویی یکی از نشانی‌هایت را بگو و سهراب بازو بند را نشان می‌دهد. رستم افسوس خورده از کیکاووس در خواست می‌کند که نوش‌دارو را برای نجات سهراب برساند. کیکاووس که از زنده ماندن سهراب بیم داشت آنقدر در ارسال نوش‌دارو تعلل کرد تا سهراب جان داد.
| غمی بود رستم بیازید چنگ     |  | گرفت آن بر و یال جنگی پلنگ  |
| خم آورد پشت دلیر جوان       |  | زمانه بیامد نبودش توان      |
| زدش بر زمین بر به کردار شیر |  | بدانست کاو هم نماند به زیر  |
| سبک تیغ تیز از میان برکشید  |  | بر شیر بیدار دل بر درید     |
| بپیچید زان پس یکی آه کرد    |  | ز نیک و بد اندیشه کوتاه کرد |